# Decreto de 2 de Março de 1895
O Decreto de 2 de Março de 1895, publicado no Diário do Governo, n.º 50, de 4 de Março de 1895, também conhecido por «Decreto Autonómico», foi o diploma legal que estabeleceu a possibilidade de os distritos do arquipélago dos Açores, e posteriormente a 1901 do arquipélago da Madeira, requererem, por maioria de dois terços dos cidadãos elegíveis para os cargos administrativos, a aplicação de um regime de autonomia administrativa. Aprovado na sequência de uma intensa campanha autonómica e independentista, centrada na ilha de São Miguel, a Primeira Campanha Autonómica, apesar de ser da autoria de João Franco, foi inspirado por Aristides Moreira da Mota e Gil Mont'Alverne de Sequeira, considerados os fundadores da primeira autonomia açoriana. Aprovado em ditadura, foi ratificado pelas Cortes pela Carta de Lei de 14 de Fevereiro de 1896. Com poucas alterações, este regime vigorou até ser revogado pelo Decreto n.º 15 035, de 16 de Fevereiro de 1928, já em plena Ditadura Nacional. Nunca chegou a ser aplicado ao Distrito da Horta.

## Descrição
O «Decreto Autonómico» de 1895 instituiu, a título experimental, um regime específico de descentralização administrativa para qualquer dos três distritos dos Açores (distritos de Angra do Heroísmo, Horta e Ponta Delgada) que a solicitasse.
O diploma resultou da intensa campanha autonómica, iniciada na imprensa nos anos finais da década de 1880 e continuada nas Cortes a partir de 1893, conduzida por um grupo de políticos e intelectuais liderados por Aristides Moreira da Mota e Gil Mont'Alverne de Sequeira. Após um longo e aparentemente infrutífero percurso parlamentar, centrado num complexo processo negocial que durante a vigência das Cortes de 1894 foi protagonizado pelos deputados autonomistas eleitos pelo círculo eleitoral de Ponta Delgada e pelo Ministro dos Negócios do Reino João Franco, a discussão da proposta de diploma foi postergada no tempo e não chegou a ser agendada por entretanto o parlamento ter sido dissolvido. Contudo, após a dissolução parlamentar, e portanto com o governo a funcionar em «ditadura» como então se dizia, o 47.º governo da Monarquia Constitucional, presidido pelo micaelense Ernesto Hintze Ribeiro e mantendo João Franco como Ministro dos Negócios do Reino, optou por publicar o diploma, embora numa versão substancialmente diferente da proposta que fora apresentada no parlamento por Aristides Moreira da Mota.
Publicado no publicado no Diário do Governo, n.º 50, de 4 de Março de 1895, o diploma foi saudado no Distrito de Ponta Delgada como uma grande conquista, iniciando-se de imediato o processo de adesão ao regime nele previsto. Para aquele distrito a adesão ao novo regime administrativo ficou concluída com a publicação do Decreto de 18 de novembro de 1895. A primeira eleição da respectiva Junta Geral ocorreu a 8 de dezembro de 1895.
No Distrito de Angra do Heroísmo, onde o documento foi recebido com menos entusiasmo, com vozes discordantes, entre as quais a de monsenhor José Alves da Silva, a adesão apenas ficou concluída quase três anos depois, pelo Decreto de 6 de outubro de 1898. No Distrito da Horta, não houve adesão, e na ausência de solicitação manteve-se intocado o anterior regime administrativo até à aprovação do Estatuto dos Distritos Autónomos das Ilhas Adjacentes de 1940 (Decreto-Lei n.º 37 501, de 31 de Dezembro de 1940). Este último diploma, regulamentador da Lei de Bases da Administração do Território das Ilhas Adjacentes, aprovada pela Lei n.º 1967, de 30 de abril de 1938, criou um regime único aplicável aos distritos açorianos e madeirense, incluindo finalmente o Distrito da Horta no regime de autonomia administrativa.
O «Decreto Autonómico», aprovado em ditadura, foi ratificado pelas Cortes pela Carta de Lei de 14 de Fevereiro de 1896 (Bill de indemnidade de 1896). Pela Lei de 12 de junho de 1901, o decreto foi modificado, nomeadamente no que respeitava à composição da Junta Geral, e alargada a sua aplicabilidade ao Distrito do Funchal.
A aplicação do «Decreto Autonómico» ao Distrito do Funchal resultou da aprovação da Carta de Lei 12 de Junho de 1901, que modificou o Decreto de 2 de Março de 1895, aumentando os poderes de controlo do governo sobre as deliberações da Junta Geral, e o tornou aplicável ao Arquipélago da Madeira. A aplicação ao Distrito do Funchal foi feita pelo Decreto de 8 agosto de 1901, da autoria do 50.º governo da Monarquia Constitucional, também presidido pelo açoriano Ernesto Hintze Ribeiro, que para além de Presidente do Conselho de Ministros acumulava a pasta de Ministro dos Negócios do Reino.
Após a implantação da República Portuguesa, a 5 de outubro de 1910, o regime foi mantido praticamente inalterado por força do artigo 87.º (Título V -Disposições especiais para os Distritos de Angra do Heroísmo, Ponta Delgada e Funchal) da Lei n.º 88, de 7 de agosto de 1913, regulando a organização, funcionamento, atribuições e competência dos corpos administrativos. Com poucas alterações, este regime vigorou até ser revogado pelo Decreto n.º 15 035, de 16 de Fevereiro de 1928, já em plena Ditadura Nacional, diploma efémero, já que foi substituído pelo Decreto n.º 15805, de 1 de agosto de 1828.

## O «Decreto Autonómico»
O regime baseava-se na existência de uma Junta Geral, semelhante àquelas que tinham existido até 1892, e num conjunto de receitas fiscais próprias que podiam ser livremente administradas por aquela Junta. “As ilhas adjacentes gozam, na verdade, desde 1895, de um regime administrativo especial – o chamado regime autonómico – a que corresponde um regime financeiro especial também. Para tal, o «Decreto Autonómico» centrava-se no restabelecimento das Juntas Gerais distritais que tinham existido na vigência do Código Administrativo de 1886, mas com poderes mais amplos, com o Estado a transferir meios em dinheiro e pessoal que lhes permitiriam exercer funções administrativas e de fomento económico e social, embora mantendo uma forte tutela do Governo.
Mantendo intocada a estrutura administrativa distrital, incluindo a figura e funções do governador civil, e sem qualquer referência a organização regional, o diploma repescava como órgão central as então recém-extintas Juntas Gerais distritais. Na organização administrativa criada pelo «Decreto Autonómico», a Junta Geral era um órgão colegial composto por 25 procuradores, repartidos pelos concelhos que compunham o distrito na proporção que o governo fixasse. Nos termos do artigo 1.º da «Organização administrativa a que se refere o decreto desta data», publicada em anexo ao diploma, os procuradores eram eleitos directamente, pelo mesmo método eleitoral prescrito pelo Código Administrativo para a eleição das Câmaras Municipais (com as especificidades fixadas no artigo 2.º daquele anexo), num sistema que neste aspecto não se afastava, no essencial, do modelo que a Comissão Autonómica de Ponta Delgada propusera em 1893 no Parlamento, através dos deputados que elegera pelo círculo eleitoral de Ponta Delgada.
As Juntas Gerais recebiam parte dos impostos cobrados no distrito e ficavam responsáveis por assegurar um conjunto de serviços, mas ficavam subordinadas a uma forte tutela governamental, exercida através do governador civil, com a execução das suas mais importantes deliberações dependentes de aprovação governamental, neste grupo se incluindo todas aquelas a que correspondesse despesa que ultrapassasse um conto de réis. Estas restrições levaram a que de imediato o decreto fosse fortemente criticado pelos autonomistas mais avançados, sendo desde o princípio declarada a necessidade da sua revisão.
A primeira alteração ao diploma foi feita pela Carta de Lei de 12 de Junho de 1901, que alargou o regime ao arquipélago da Madeira. Contudo, longe de alargar a autonomia do órgão, acentuou a tutela do Estado, através do governador civil, que passou a poder anular as deliberações da Junta Geral. Também a representatividade da Junta Geral foi reduzida, passando de 25 para 15 procuradores, mas recebendo uma estrutura administrativa própria, com a criação do lugar de tesoureiro e de chefe de secretaria.
Com esta organização, a autonomia administrativa dos distritos insulares sobreviveu durante a Primeira República Portuguesa através da Lei n.º 88, de 7 de agosto de 1913, que acolheu quase integralmente o Decreto de 1895. Apesar da alteração introduzida efemeramente pelo Decreto n.º 15 035, de 16 de Fevereiro de 1928, e depois pelo Decreto n.º 15805, de 1 de agosto de 1928, esteve em vigor até 1940, quando se publicou o Estatuto dos Distritos Autónomos das Ilhas Adjacentes.

## Cronologia
- 2 de Março de 1895 — Decreto Autonómico
  - 18 de Novembro de 1895 — Decreto de 18 de Novembro de 1895 aplicando ao distrito de Ponta Delgada a organização administrativa excepcional a que se refere o decreto de 2 de Março do corrente ano, e designando o dia 8 do próximo mês de Dezembro para a eleição da Junta Geral do mesmo distrito
- 14 de Fevereiro de 1896 — Bill de indemnidade de 1896: Carta de Lei de 14 de Fevereiro de 1896, relevando o Governo da responsabilidade em que incorreu, assumindo o exercício das funções legislativas e mantendo em vigor até nova resolução das Câmaras as providências de carácter legislativo promulgadas de 28 de Agosto de 1893 a 30 de Dezembro de 1895, inclusivamente
  - 6 de Outubro de 1898 — Decreto de 6 de Outubro de 1898, aplicando ao distrito de Angra do Heroísmo a organização administrativa, a que se refere o decreto de 2 de Março de 1895
- 12 de Junho de 1901 — Carta de Lei de 12 de Junho, modificando a organização especial facultada aos distritos administrativos dos Açores por decreto de 2 de Março de 1895, e tornando-a extensiva ao distrito do Funchal
  - 8 de Agosto de 1901 — Decreto de 8 de Agosto de 1901 aplicando ao distrito do Funchal a organização especial facultada aos distritos administrativos dos Açores pelo decreto de 2 de Março de 1895, e determinando a constituição e eleição da respectiva Junta Geral do Distrito
- 7 de Agosto de 1913 — Lei n.º 88, regulando a organização, funcionamento, atribuições e competência dos corpos administrativos
- 16 de Fevereiro de 1928 — Decreto n.º 15035, de 16 de fevereiro de 1928, que determina que em cada um dos distritos administrativos do Funchal, Ponta Delgada e Angra do Heroísmo continuem existindo juntas gerais de distrito regidas pelas disposições deste decreto. Revoga o «Decreto Autonómico» de 2 de Março de 1895
- 1 de Agosto de 1928 — Decreto n.º 15805, de 1 de Agosto de 1928 que amplia a descentralização da administração pública nas Ilhas Adjacentes e manda vender as levadas da Madeira. Revoga o Decreto n.º 15035, de 16 de fevereiro de 1928